# Национальный музей Колумбии

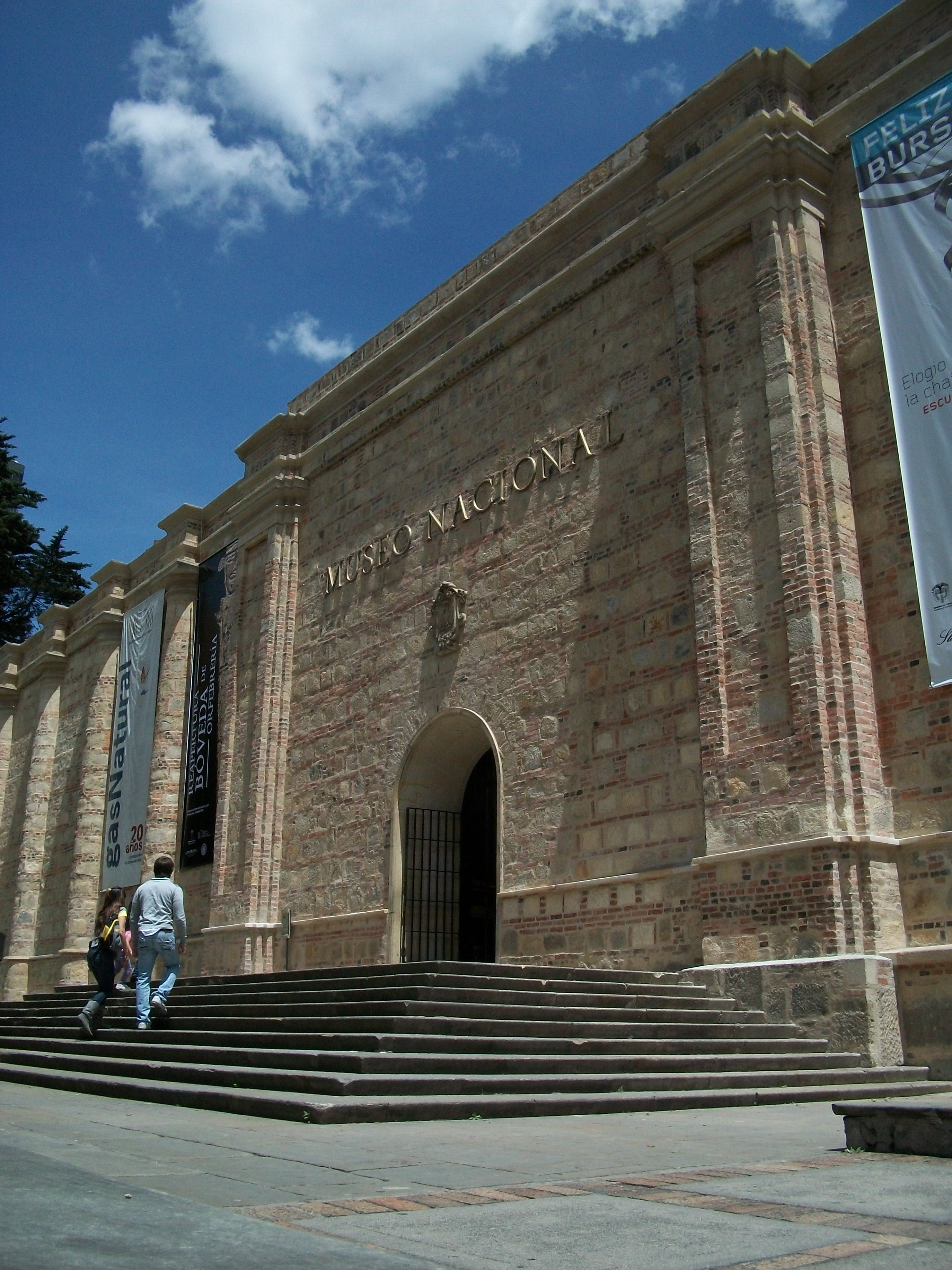
Главный вход в музей

Национальный музей Колумбии (исп. Museo Nacional de Colombia) — музей в Боготе (Колумбия). Крупнейший и старейший музей в Колумбии. Находится в ведении Министерства культуры Колумбии.

## Коллекция
Коллекция музея разделена на четыре раздела: искусство, история, археология и этнография. В коллекции представлено как колумбийское искусство, так и  латиноамериканское и европейское, в том числе картины, рисунки, гравюры, скульптуры, инсталляции и предметы декоративно-прикладного искусства от колониального периода до наших дней. Здание музея долгое время было тюрьмой, построенной датским архитектором Томасом Ридом.
В коллекции представлены картины и скульптуры Фернандо Ботеро, Грегорио Васкеса, Андреса де Санта Мария, Фидоло Гонсалеса Камарго, Роберто Парамо, Ромуло Розо, Марко Тобона Мехия, Франсиско Антонио Кано, Густаво Арсилы Урибе, Хосе Доминго Родригеса, 
Алехандро Обрегона, Энрике Грау, Эдгара Негрета, Эдуардо Рамиреса Вильямисара, Сантьяго Мартинеса Дельгадо, Рикардо Гомеса Кампусано, Роберто Писано, Гильермо Видемана, Рамона Торреса Мендеса  и Альваро Барриоса.
Здесь также хранится самая крупная в Латинской Америке коллекции икон Симона Боливара и многочисленными картины, рисунки и гравюры, в том числе и работы Хосе Мария Эспиносы и Педро Хосе Фигероа.